# Излел е Дельо хайдутин
„Излел е Дельо хайдутин“ е българска народна песен от Родопската фолклорна област. Тя придобива изключителна популярност в България, след като през 1977 г., в изпълнение на певицата Валя Балканска и гайдаря Георги Мусорлиев, е включена в Златната плоча на Вояджър на американските космически апарати „Вояджър 2“ и „Вояджър 1“, като музикално послание от Земята към далечния космос.

## История
Песента е записана за пръв път от фолклористи в Златоградско през 30-те години, а през 50-те и 60-те години множество нейни варианти са описани и в Ардинско и Смолянско. Първият звукозапис е направен в Българското радио в изпълнение на Надежда Хвойнева, а след това и на Валя Балканска.
Изпълнение на песента от Валя Балканска по време на Първия фолклорен събор в Копривщица през 1965 година прави впечатление на американската фолклористка Етел Райм. През 1968 година Райм, заедно с друг американски фолклорист, Мартин Кьониг, правят в Смолян запис на песента, изпълнена от Валя Балканска в съпровод на гайдарите Лазар Каневски и Стефан Захманов. Този запис е предложен от Алан Ломакс на комисия, ръководена от Карл Сейгън, която е натоварена да подбере няколко десетки визуални и звукови образци, запис на които да бъде поставен в космическите апарати „Вояджър“. След едногодишен процес, през 1972 година изпълнението на Валя Балканска е включено в селекцията, описано като „Дельо хайдутин“ – песента на една овчарка“.
През 80-те години вариантът на песента, включен в плочата на „Вояджър“, е силно експониран в българските медии, превръщайки се в стандарт, оказващ влияние върху интерпретацията на родопските песни, а алтернативни варианти на „Излел е Дельо хайдутин“ на практика спират да се изпълняват и записват. По-късните записи – на изпълнители, като Янка Рупкина, Калинка Вълчева, Трио „Румен Родопски“ – до голяма степен се придържат към варианта на Валя Балканска.

## Текст
Първи вариант
Излел е Дельо хайдутин,

хайдутин ян кесаджие,

с Думбовци и с Караджовци.

Заръчал Дельо, поръчал,

дериданскимнем аяне,

айене, кабадалие.

 – В селоно имам две лели,

да ми ги не потурчите,

да ми ги не пучърните,

че га си слезам в селоно,

мночко щат майки да плакнат,

по-мночко, млади нивести.
Втори вариант
Излел е Делю хайдутин,

хайдутин ян кеседжия

с Домбовци и Караджовци.

Зароча Дельо пороча

Дериденските аяне,

айяне, кабадаие:

 – Две лели имам в селоно,

да ми ги не потурчите,

да ми ги не почърните,

че кога флезем в селоно,

млого щат майки да плачат,

по-млого млади нивести,

дете ще в корем проплака.

Гюлсюме Делю заръча:

 – Варди са, Делю, чувай са,

канят са да та примажат,

деридеренски аяне,

аяне, кабадаие:

сребърен куршум ти леят,

та ще та, Делю, удрият.

 – Гюлсюме, любе Гюлсюме,

не са е родил чилякън,

дену ще Деля примаже.
Трети вариант
Изльел йе Дельо хайдутин,

Хайдутин, янкеседжия

В Домбофци и Караджофци.

Заръча Делю, поръча

Даръдерскинем аяне,

Аяне, кабадаие:

- „Две лели имам ф селоно,

Да ми ги не потурчите,

Чи ку ви влезна ф селоно,

Много щът майки поплака,

По-много млади невести,

Ф корем ще дете поплака“.

Гюлсюме Делю думаше:

- „Варди са, Делю, чувай са,

Канят са да та премажат,

Леят ти куршум сребърен“.

Делю Гюлсюми викаше:

-„Гюлсюм, черноко момиче,

Кого е майка хранила

На Деля пушка да пукне

На Деля сабля да махне“?